# Masontown (Virgínia de l'Oest)
Masontown és una població dels Estats Units a l'estat de Virgínia de l'Oest. Segons el cens del 2000 tenia 647 habitants.

## Demografia
Segons el cens del 2000, Masontown tenia 647 habitants, 280 habitatges, i 180 famílies. La densitat de població era de 892,2 habitants per km².
Dels 280 habitatges en un 23,6% hi vivien nens de menys de 18 anys, en un 50,7% hi vivien parelles casades, en un 9,6% dones solteres, i en un 35,4% no eren unitats familiars. En el 30,7% dels habitatges hi vivien persones soles el 18,9% de les quals corresponia a persones de 65 anys o més que vivien soles. El nombre mitjà de persones vivint en cada habitatge era de 2,31 i el nombre mitjà de persones que vivien en cada família era de 2,83.
Per edats la població es repartia de la següent manera: un 20,6% tenia menys de 18 anys, un 8% entre 18 i 24, un 27,5% entre 25 i 44, un 23,2% de 45 a 60 i un 20,7% 65 anys o més.
L'edat mediana era de 42 anys. Per cada 100 dones de 18 o més anys hi havia 91,1 homes.
La renda mediana per habitatge era de 22.750 $ i la renda mediana per família de 29.886 $. Els homes tenien una renda mediana de 24.219 $ mentre que les dones 21.250 $. La renda per capita de la població era de 12.927 $. Entorn del 17% de les famílies i el 20,9% de la població estaven per davall del llindar de pobresa.

## Poblacions més properes
El següent diagrama mostra les poblacions més properes.